# نووا بیاوا (استان لهستان کوچک‌تر)
نووا بیاوا (استان لهستان کوچک‌تر) (به لاتین: Nowa Biała) یک روستا در لهستان است که در گمینا نوو تارگ واقع شده‌است. نووا بیاوا ۱٬۳۰۰ نفر جمعیت دارد.